# 시오자키 데쓰야
시오자키 데쓰야(일본어: 潮崎 哲也, 1968년 11월 26일 ~ )는 일본의 전 프로 야구 선수이자 야구 지도자이며, 현재 퍼시픽 리그인 사이타마 세이부 라이온스의 2군 감독이다.
현역 시절에는 세이부 라이온스에서만 뛰었으며 마구로 불렸던 싱커를 구사하는 투구로 세이부의 황금기를 지탱했다. 2013년부터 친정팀인 세이부의 2군 감독으로 취임했다.

## 인물

### 프로 입단 전
도쿠시마 현립 나루토 고등학교에 재학하던 시절에는 속구와 커브를 가지고 투구했지만 결정구가 없어 중간 계투 겸 외야수로 뛰는 시기가 계속되었다. 이 때문에 포크볼과 팜볼을 익히려 했으나 잘 풀리지 않았다. 3학년 봄에 가가와 현립 다카마쓰니시 고등학교와의 연습 경기에서 같은 사이드 스로의 투수가 싱커를 던져 감독의 권유도 있기도 해서 싱커 구사에 도전했다. 그립과 손목의 각도를 커브와 반대로 해봤는데 1구째부터 놀라운 각도로 떨어지는 싱커를 던지게 되었고 편하게 삼진을 잡는 결정구가 되어 같은 해 여름 도쿠시마 현 대회에서 팀이 결승까지 진출하는 원동력이 되었다. 하지만 결승에서는 도쿠시마 현립 이케다 고등학교에 패배해 고시엔 진출은 없었다.
졸업 후 마쓰시타 전기에 입사해 회사 소유의 사회인 야구 팀인 마쓰시타 전기 야구부에 입부했다. 직장 월급은 11만 엔으로 고액은 아니었으나 좋아하는 야구를 할 수 있어 기뻤다고 한다. 감독인 가지쇼 다쿠미에게 소질을 높게 평가받아 1년차부터 선발을 맡아 1987년의 제58회 도시 대항 야구 대회에 출전했다. 1988년의 도시 대항 대회에서는 1회전에서 히타치 제작소를 물리치고 승리 투수가 되었으나 2회전에서 대회 구지쇼를 수상한 NTT 도카이의 우에하라 가쓰오에게 밀려 패전 투수가 되었다.
같은 해 서울 올림픽에서 19세의 나이로 최연소 일본 대표에 뽑혀 같은 멤버로 참가한 올림픽 직전의 IBAF 월드컵에서 호투했다. 특히 대 네덜란드 전에서 6과 3분의 1이닝을 던져 12개의 탈삼진을 기록하는 등 싱커가 위력을 발휘했다. 올림픽에서는 노모 히데오, 이시이 다케히로와 함께 선발 로테이션을 담당해 예선 리그 3차전의 네덜란드 전에서 5이닝을 2피안타 8탈삼진의 기록으로 승리 투수가 되었다. 또한 이 대회에서 예선 리그 1차전 이외의 4경기에 전부 등판에 8과 3분의 1이닝을 던지며 1실점으로 '그림자 MVP'로 불릴 만큼의 활약을 펼치며 은메달 획득에 공헌했다. 결승에서는 미국을 상대로 6회부터 2이닝을 완벽하게 막았지만 감독인 스즈키 요시노부가 헤매이며 계속 등판시켰던 8회 티노 마르티네스에게 바깥쪽 낮은 직구를 던진 것이 피홈런으로 이어졌다.
다음해인 1989년의 도시 대항 대회에서는 오사카 부 예선 제1대표 결정전에서 노모와 던지며 12탈삼진을 빼앗아 패배했지만 본선에 진출했다. 준결승에서 프린스 호텔과 대전해 10과 3분의 1이닝을 던졌으나 패전 투수가 되었다. 같은 해 노모, 요다 쓰요시와 함께 사회인 삼바가라스로 불리었다. 이 해의 프로 야구 드래프트 회의에서는 세이부 라이온스에 1순위 지명을 받아 입단했다. 계약금과 연봉은 각각 7,800만 엔과 840만 엔(모두 추정)으로 담당 스카우트는 우라타 나오시와 스즈키 데루오였다. 등번호는 마쓰누마 마사유키가 달았던 16번을 달게 되었다. 사회인 시절 노모나 요다, 사사오카 신지의 투구를 목격하고 있었기 때문에 프로에 입단하자 마음에 여유가 생겼다고 한다.

### 프로 야구 선수 시절
입단 첫 해인 1990년에는 세이부 드래프트 1위 투수로써는 모리 시게카즈 이후 11년 만에 개막 1군에 진입했다. 4월 14일 헤이와다이 구장에서 열린 후쿠오카 다이에 호크스 전에서 첫 등판했는데 불펜의 투구 연습이 10구였음에도 불구하고 2와 3분의 1이닝을 2피안타 4탈삼진 무실점으로 호투했다. 두 번째 등판인 오릭스 블루웨이브(한큐 니시노미야 구장) 전에서는 야마고시 요시히로에게 홈런을 허용했지만 2와 3분의 1이닝을 효과적으로 틀어막으며 프로 첫 승리를 거두었다. 또한 7월 5일의 니시노미야 구장에서 열린 오릭스 전에서는 이 경기에서 2홈런을 기록한 가도타 히로미쓰를 위시한 블루 선더 타선을 상대로 신인으로서는 1962년의 오자키 유키오 이후 8타자 연속 탈삼진을 기록했다. 7회의 9타자 째에서 대타인 시바하라 미노루에게 좌전 안타를 허용해 일본 타이 기록은 놓쳤지만 다음날의 스포츠 신문에서 크게 보도되었다.
같은 해 가토리 요시타카와 함께 더블 스토퍼를 맡아 주로 셋업맨으로 활약하며 가토리의 최우수 구원 투수 획득에 일조했다. 리그 우승을 차지하게 된 9월 23일 세이부 돔에서 열린 대 닛폰햄 파이터스와의 경기에서는 마지막으로 가토리가 등판할 예정이었으나 1사 1, 2루 상황에서 다나카 유키오를 병살로 처리했기 때문에 시오자키가 헹가래 투수가 되었다. 같은 해 일본 시리즈에서는 2차전에서 4회에 두 번째 투수로 등판해 4와 3분의 2이닝을 던져 2피안타 2자책점으로 승리 투수가 되었다. 4차전에도 7회부터 3이닝을 무실점으로 막고 시리즈 첫 세이브를 기록하며 헹가래 투수가 되었다. 또한 정규 시즌과 일본 시리즈에서 모두 헹가래를 받은 투수가 되었는데 신인으로는 1975년의 야마구치 다카시 이후 역대 두 번째였다. 같은 해 최우수 신인상은 노모에게 돌아갔지만 102와 3분의 2이닝을 던지며 123탈삼진, 방어율 1.84의 활약으로 퍼시픽 리그 회장 특별상을 수상했다.
1991년에는 피로를 남기지 말아야 전년 수준의 성적을 남길 수 있다고 자신을 찾아 가토리와 함께 자주 트레이닝을 했고 도코로자와 캠프에서 체력 향상에 집중했다. 그러나 캠프에 들어갔을 때 납득할 만한 직구가 들어가지 않았고, 2월 26일 열린 홍백전 첫 등판에서 쓰지 하쓰히코, 나라하라 히로시, 아베 오사무에게 3연속 도루를 허용하는 등 3이닝 4실점의 실망스러운 투구로 끝났다. 전년의 투구폼을 비디오로 확인하는 등 수정에 들어갔으나 시즌 방어율은 4.48로 크게 악화되었다. 같은 해 일본 시리즈에서는 2차전에서 1이닝을 무실점으로 투구했으나 4차전에서 2이닝을 투구하며 3연타 포함 4안타 3실점으로 결승점을 빼앗겼으나 패전 투수는 되지 않았다. 같은 해 계약 갱신에서는 중간 계투뿐 아니라 선발 로테이션의 간격을 메운 것이 좋게 평가를 받아 연봉이 1,300만 엔 증가한 4,100만 엔(추정)이 되었다.
1992년에는 싱커의 예리함이 별로였지만 처음으로 두자릿수 세이브를 올렸고 같은 해 일본 시리즈에서는 4차전까지 3경기에 등판해 싱커의 구위 회복 등 무실점으로 2세이브를 올렸다. 하지만 오미야 다쓰오와 맞선 5차전에서 연투의 피로가 겹쳐 구위가 떨어지자 직구가 노려져 3이닝 째인 연장 10회에 이케야마 다카히로에게 결승 홈런을 맞고 패전 투수가 되었다. 마지막 6차전에서도 연장 10회에 하타 신지에게 끝내기 홈런을 맞고 패전 투수가 되었다. 오프에는 연봉 6,500만 엔(추정)에 계약을 갱신했다.

### 그 후
은퇴 후에는 세이부의 편성부 조사 담당에 취임했다. 2005년에는 세이부 주니어의 감독을 맡기도 했다.
2007년에 굿윌(세이부 2군)의 투수 코치로 취임했다. 2008년 1군 불펜 투수 코치로 승격, 5월 24일 대 요미우리 전의 시구식에서는 요미우리 타격 코치인 시노즈카 가즈노리와 대결해 좌중간의 안타를 맞았다. 2010년에는 1군 투수 코치를 지냈는데 2009년에는 퍼시픽 리그 최악으로 기록될 14회 끝내기 패배를 당하는 등 중계 투수진의 약점이 눈에 띄었다. 2010년에는 팀 방어율이 전신인 크라운라이터 라이온스 이래 33년 만에 최하위로 떨어졌다.
이후 2011년과 2012년에는 세이부 편성부의 전문 담당으로 복귀했다가 2013년부터 2군 감독으로 3시즌 만에 현장에 복귀했다.

## 플레이 스타일
오른쪽 사이드 스로에서 던지는 150 km/h에 가까운 속구와 100 km/h 전후의 구속에서 50 cm 가까이 내려앉는 싱커, 130 km/h대의 슬라이더를 무기로 릴리프와 선발로 활약했다. 프로에서 선발로 전향한 후 1999년에는 120 km/h대의 고속 싱커도 습득했다. 사이드 스로의 폼을 가토리 요시타카와 사이토 마사키에게 추천했고 옆에서 던진 싱커가 떠오르는 이미지를 만들어 내었다.
느린 싱커는 커브와 반대로 한 그립에서 반대로 손목을 비틀어 중지와 약지에서 분리시키는, 벌칸 체인지업과 같이 독특하게 던지는 방법으로 궤도도 슬라이더와 같이 계속 가라앉는 것이 아니라 한 번 떴다가 가라앉는 커브에 가까운 궤도였다. 오른쪽으로 가라앉아 자신만의 싱커라고 부르고 있었지만 일반적인 싱커와는 다른 구종으로 지적받을 수 있었다. 마쓰누마 마사유키는 팜볼처럼 흔들리면서 떠올라 포크볼과 같은 속도로 떨어지는 공이라고 표현했다. 국제 경기 등에서는 2번째로 싱커를 던져 타이밍을 빼앗는 경우가 많았는데 릴리프로 기용되며 그 위력이 더 발휘된 면도 있다고 볼 수 있다. 또한 고속 싱커는 속구에 가까운 그립으로 릴리스 순간에 손목에 씌우는 것처럼 던졌다.
릴리프 때에는 타구를 앞에 날게 하지 않는 것을 최우선으로 카운트를 가지고 싱커를 던져 사구를 기록할 위험이 있는 투구 스타일이었다. 한편 선발일 때에는 주자를 내보내지 않는 것을 최우선으로 해 싱커의 비중이 상대적으로 줄어들었다. 릴리프의 마음가짐은 가토리에게 배운 것이 도움이 되었다고 말하며 맞아도 주저앉지 않는 자세와 투구에 대한 간단한 생각을 배웠다.

## 에피소드
신장 176 cm, 체중 68 kg(입단 첫 해)의 날씬한 몸에 쟈니즈 계의 달콤한 외모로 신인 시절에는 1주일에 40통의 팬레터를 받기도 했으며 스포츠 타올 등의 선물도 대량으로 받았다.
악력이 약 30 kg 밖에 되지 않으며 1년차의 캠프에서 바벨을 들지 못했다는 일화도 있다.
가족으로는 두 명의 아들이 있으며 현역 은퇴 당시에 소년 야구를 하고 있던 장남은 힘의 쇠약을 이해하지 못했다고 한다.
맞아도 분해하지 않았고 막으면 자신의 능력이라고 생각하는 대담하고 좋은 성격이었다. 또한 모리 마사아키에게도 정신력은 팀 내 최고라는 평가를 받았다. 홈런 타자를 그다지 힘들어하지 않았지만 헛스윙을 하지 않았던 아라이 히로마사는 대전했던 프로 선수 가운데 가장 인상에 남는다고 평가했다.

## 상세 정보

### 출신 학교
- 도쿠시마 현립 나루토 고등학교

### 선수 경력
사회인 시대
- 마쓰시타 전기

프로팀 경력
- 세이부 라이온스(1990년 ~ 2004년)

국가 대표 경력
- 1988년 서울 올림픽 일본 국가대표

### 지도자 경력
- 세이부 라이온스 2군 투수 코치(2007년)
- 사이타마 세이부 라이온스 1군 불펜 투수 코치(2008년 ~ 2009년)
- 사이타마 세이부 라이온스 1군 벤치 투수 코치(2010년)
- 사이타마 세이부 라이온스 2군 감독(2013년 ~ )

### 수상·타이틀 경력
- 퍼시픽 리그 회장 특별상(우수 신인상)(1990년)
- 일본 시리즈 우수 선수상 : 1회(1993년)

### 개인 기록

#### 첫 기록
- 첫 등판 : 1990년 4월 14일, 대 후쿠오카 다이에 호크스 1차전(헤이와다이 구장), 6회말 2사에 3번째 투수로서 구원 등판, 2와 1/3이닝 무실점
- 첫 탈삼진 : 상동, 7회말에 후지모토 히로시로부터
- 첫 승리 : 1990년 4월 24일, 대 오릭스 브레이브스 1차전(한큐 니시노미야 구장), 6회말에 4번째 투수로서 구원 등판, 2와 1/3이닝 1실점
- 첫 선발 : 1990년 7월 18일, 대 긴테쓰 버펄로스 15차전(세이부 라이온스 구장), 2이닝 4실점에서 패전 투수
- 첫 세이브 : 1990년 7월 29일, 대 오릭스 브레이브스 14차전(한큐 니시노미야 구장), 6회말 1사에 구원 등판, 3과 2/3이닝 무실점
- 첫 선발 승리·첫 완투 승리 : 1991년 9월 3일, 대 오릭스 블루웨이브 24차전(세이부 라이온스 구장), 9이닝 1실점
- 첫 완봉 승리 : 1997년 5월 18일, 대 지바 롯데 마린스 9차전(세이부 라이온스 구장)

#### 기록 달성 경력
- 통산 1000투구 이닝 : 2000년 4월 30일, 대 지바 롯데 마린스 5차전(세이부 돔) ※역대 282번째
- 통산 500경기 등판 : 2003년 8월 10일, 대 지바 롯데 마린스 21차전(지바 마린 스타디움), 9회말에 3번째 투수로서 구원 등판·마무리, 1이닝 무실점 ※역대 72번째

#### 기타
- 8연속 탈삼진 : 1990년 7월 5일, 대 오릭스 브레이브스 12차전(한큐 니시노미야 구장)
- 올스타전 출장 : 1회(1995년)

### 등번호
- 16(1990년 ~ 2004년)
- 86(2007년 ~ 2010년, 2013년 ~ )

### 연도별 투수 성적
| 연 도       | 소 속       | 등 판 | 선 발 | 완 투 | 완 봉 | 무 4 구 | 승 리 | 패 전 | 세 이 브 | 홀 드 | 승 률 | 타 자 | 이 닝  | 피 안 타 | 피 홈 런 | 볼 넷 | 고 4 | 몸 맞 | 탈 삼 진 | 폭 투 | 보 크 | 실 점 | 자 책 점 | 평 자 책 | W H I P |
| ----------- | ----------- | ----- | ----- | ----- | ----- | ------- | ----- | ----- | -------- | ----- | ----- | ----- | ------ | -------- | -------- | ----- | ---- | ----- | -------- | ----- | ----- | ----- | -------- | -------- | ------- |
| 1990년      | 세이부      | 43    | 1     | 0     | 0     | 0       | 7     | 4     | 8        | --    | .636  | 416   | 102.2  | 70       | 4        | 40    | 4    | 7     | 123      | 0     | 0     | 25    | 21       | 1.84     | 1.07    |
| 1991년      | 세이부      | 45    | 3     | 1     | 0     | 0       | 10    | 3     | 5        | --    | .769  | 390   | 92.1   | 90       | 12       | 30    | 3    | 2     | 60       | 3     | 0     | 47    | 46       | 4.48     | 1.30    |
| 1992년      | 세이부      | 47    | 3     | 0     | 0     | 0       | 6     | 2     | 10       | --    | .750  | 430   | 107.0  | 89       | 8        | 26    | 3    | 4     | 95       | 1     | 0     | 41    | 35       | 2.94     | 1.07    |
| 1993년      | 세이부      | 53    | 0     | 0     | 0     | 0       | 6     | 3     | 8        | --    | .667  | 332   | 83.2   | 63       | 2        | 24    | 6    | 3     | 64       | 2     | 0     | 14    | 11       | 1.18     | 1.04    |
| 1994년      | 세이부      | 50    | 1     | 0     | 0     | 0       | 4     | 2     | 1        | --    | .667  | 309   | 75.1   | 65       | 5        | 26    | 4    | 5     | 56       | 2     | 0     | 20    | 20       | 2.39     | 1.21    |
| 1995년      | 세이부      | 45    | 0     | 0     | 0     | 0       | 5     | 6     | 12       | --    | .455  | 277   | 70.1   | 48       | 1        | 21    | 6    | 1     | 76       | 4     | 0     | 18    | 15       | 1.92     | 0.98    |
| 1996년      | 세이부      | 43    | 4     | 0     | 0     | 0       | 8     | 6     | 11       | --    | .571  | 337   | 85.2   | 61       | 10       | 24    | 4    | 7     | 72       | 0     | 1     | 28    | 27       | 2.84     | 0.99    |
| 1997년      | 세이부      | 27    | 26    | 5     | 1     | 1       | 12    | 7     | 0        | --    | .632  | 720   | 174.0  | 157      | 18       | 49    | 2    | 10    | 108      | 1     | 0     | 60    | 56       | 2.90     | 1.18    |
| 1998년      | 세이부      | 27    | 17    | 2     | 1     | 0       | 7     | 5     | 0        | --    | .583  | 519   | 122.1  | 130      | 13       | 35    | 0    | 4     | 76       | 1     | 2     | 59    | 55       | 4.05     | 1.35    |
| 1999년      | 세이부      | 20    | 9     | 1     | 0     | 0       | 5     | 3     | 0        | --    | .625  | 322   | 74.1   | 92       | 10       | 16    | 0    | 4     | 54       | 0     | 0     | 40    | 38       | 4.60     | 1.45    |
| 2000년      | 세이부      | 24    | 13    | 0     | 0     | 0       | 3     | 6     | 0        | --    | .333  | 334   | 82.0   | 77       | 5        | 14    | 0    | 5     | 52       | 0     | 0     | 36    | 26       | 2.85     | 1.11    |
| 2001년      | 세이부      | 21    | 2     | 0     | 0     | 0       | 1     | 0     | 0        | --    | 1.000 | 154   | 36.1   | 43       | 3        | 8     | 1    | 1     | 29       | 0     | 0     | 18    | 18       | 4.46     | 1.40    |
| 2002년      | 세이부      | 28    | 13    | 0     | 0     | 0       | 6     | 5     | 0        | --    | .545  | 319   | 81.0   | 62       | 7        | 12    | 1    | 1     | 59       | 0     | 0     | 40    | 35       | 3.89     | 0.91    |
| 2003년      | 세이부      | 37    | 4     | 0     | 0     | 0       | 1     | 3     | 0        | --    | .250  | 222   | 50.0   | 55       | 6        | 18    | 1    | 6     | 29       | 1     | 0     | 28    | 27       | 4.86     | 1.46    |
| 2004년      | 세이부      | 13    | 1     | 0     | 0     | 0       | 1     | 0     | 0        | --    | 1.000 | 60    | 12.1   | 20       | 2        | 5     | 1    | 0     | 14       | 1     | 0     | 10    | 9        | 6.57     | 2.03    |
| 통산 : 15년 | 통산 : 15년 | 523   | 97    | 9     | 2     | 1       | 82    | 55    | 55       | --    | .599  | 5141  | 1249.1 | 1122     | 106      | 348   | 36   | 60    | 967      | 16    | 3     | 484   | 439      | 3.16     | 1.18    |

- 굵은 글씨는 시즌 최고 성적.